# 노장돌
《노장돌》은 만화 《도라에몽》에 등장하며, 노진구와 신이슬의 아들이다. 원판 이름은 노비 노비스케(일본어: 野比 ノビスケ).

## 개요
현대(노비타가 초등학생인 이야기의 본편)에서 25년 후(2002년 또는 2011년)의 시점에서의 초등학생. 안경은 착용하지 않고 있지만 외모는 노비타와 매우 닮아 있다. 성격은 그다지 좋지 않지만 활발한 캐릭터이다.

## 성격
노비타와 달리 매우 장난이 심한 난폭자 및 폭력자이다. 또한 "자이치비와 스네키를 하루에 한 번 괴롭히지 않으면 기분이 내키지 않다"는 등 현대의 자이언 같은 존재. 하지만 때로는 자이언을 능가할 정도의 흉포성을 보여 과거에서 온 아버지인 노비타를 "이 녀석은 외계인이다. 나로 둔갑해서 이 집을 빼앗을 속셈이다"라고 생각하여 주먹질을 한 경우도 있다.
동네 축구팀의 주장이지만 상대 팀에게 지면 그 책임을 축구팀의 다른 회원에게 떠넘기는 현대의 자이언 같은 역할을 한다. 성인의 자이언을 꽤 마음에 들어하고 현대에 왔을 때도 소년의 자이언과 의기 투합해 함께 야구를 하기도 했다.

## 취미
뮤지션의 콘서트에 관심이 있다. 수면압축제를 마시면 문제없다고 변명하고 "프라넷쓰"라는 유닛의 심야 콘서트에 가려고 한 적도 있었다.

## 가족 관계
타임 캡슐에 들어 있는 노비타의 0점짜리 시험지를 보고 부친인 노비타의 학창 시절의 성적이 낮았다는 것을 간파하고 있다. 타임머신으로 현대로 올 때 소년의 노비타를 자신의 부친으로 인식하고 있다.
노비타는 장난이 심한 노비스케를 위해 구슬 모양의 발신기를 갖고 다니게 하여 비상사태에 대비하고 있다.
또,  어머니로 '미나모토 시즈카'가 있다.
친구들을 괴롭히고 말썽을 부리는 노비스케를 막 때린다.
노비스케는 시즈카가 잔소리마귀할멈이라고 생각한다.
배우자로는 유카리가 있는데 공식설정은 아니라고 한다.
여담으로 결혼해 낳은 아들의 머리가 노란색이다.

## 이름
ノビスケ(노비스케)라는 이름이 노비타의 부친이자 노비스케의 할아버지인 のび助(노비스케)와 동음이자이기 때문에 혼동을 피하기 위해서 ノビオ(노비오)라는 이름이 붙여진 적도 있었다. 또한 영화에서는 のびスケ(노비스케)라고 이름이 붙여진 적도 있었다.

### 내용주
1. ↑  1979년 4월 7일 방송된 '노비타의 신부' 편에서만 안경을 쓰고 있다.